# Jumdschaagiin Tsedenbal

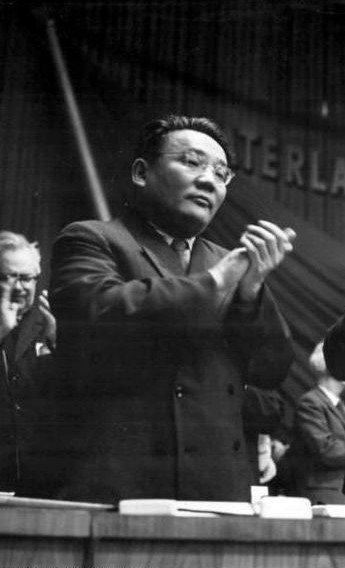
Jumdschaagiin Tsedenbal auf dem VI. Parteitag der SED (1963)

Jumdschaagiin Tsedenbal (mongolisch Юмжаагийн Цэдэнбал; * 17. September 1916 in Davst, Uws-Aimag, Mongolei; † 10. April 1991 in Moskau) war ein Politiker der Mongolischen Volksrepublik von den 1940er Jahren bis 1984. Während seiner politischen Karriere amtierte er als Premierminister sowie als Erster Sekretär des Zentralkomitees (ZK) der Mongolischen Revolutionären Volkspartei (MRVP).

## Leben
Nach dem Tod Chorloogiin Tschoibalsans übernahm er am 26. Januar 1952 das Amt des Regierungschefs und ging sogleich daran, seine politischen Rivalen zu beseitigen: Daschiin Damba 1958/59, Daramyn Tumur-Otschiir 1962, Luwsantserengiin Tsend 1963 sowie die sogenannte „parteifeindliche Gruppe“ Loochuuz-Njambuu-Surmaadschaw im Dezember 1964. Seit 1958 war Tsedenbal Erster Sekretär des ZK der MRVP und somit mächtigster Mann in der Mongolei. Am 11. Juni 1974 übernahm er das Amt des Staatsoberhauptes.
Tsedenbals Außenpolitik bestand in einer Stärkung der Zusammenarbeit mit der Sowjetunion, auch wenn er sich deutlich gegen Pläne aussprach, die Mongolei in die Union zu integrieren. Während des chinesisch-sowjetischen Konfliktes schlug er sich entschieden auf die sowjetische Seite und zog sich dadurch den Unwillen Chinas zu.
Im August 1984 wurde er auf Betreiben der sowjetischen Führung zum Rücktritt gezwungen, angeblich aufgrund seines hohen Alters und nachlassender Geisteskräfte. Danach wurde Dschambyn Batmönch Erster Sekretär des ZK der MRVP. Bis zu seinem Tod blieb Tsedenbal in Moskau. Anschließend wurde sein Körper zur Beerdigung nach Ulaanbaatar verbracht.
Tsedenbal war mit der Russin Anastasia Iwanowna Filatowa verheiratet, die mit dem langjährigen sowjetischen Staats- und Parteichef Leonid Breschnew befreundet war.

## Veröffentlichungen
- Jumshagin Zedenbal: Ausgewählte Reden und Schriften 1941–1977. Dietz Verlag Berlin (DDR) 1978.
- Jumshagin Zedenbal: Rechenschaftsbericht des ZK der MRVP an den XVIII. Parteitag. in: XVIII. Parteitag der Mongolischen Revolutionären Volkspartei, 26.–29. Mai 1981. Dietz Verlag Berlin (DDR) 1982.